# 羅奕儒
羅奕儒（？—？），广东广州府番禺縣人。

## 生平
天啓元年（1621年）辛酉科广东乡试举人，天啓五年（1625年）乙丑科進士，未任官。

## 家族
兄罗奕佐，万历三十七年己酉科舉人。